# Heather Loeffler
Heather Loeffler – amerykańska scenograf filmowa.

## Filmografia
- 2002: Własne tempo – trzy portrety
- 2003: Rick
- 2004: Powrót do Garden State
- 2004: Dmuchawiec
- 2011: Musimy porozmawiać o Kevinie
- 2011: Wstyd
- 2012: Poradnik pozytywnego myślenia
- 2013: American Hustle
- 2013: Blood Ties

## Nagrody i nominacje
Została nominowana do nagrody BAFTA i Oscara.